# Apolysis tomentosa
Apolysis tomentosa är en tvåvingeart som först beskrevs av Engel 1932.  Apolysis tomentosa ingår i släktet Apolysis och familjen svävflugor. Inga underarter finns listade i Catalogue of Life.